# Championnat de Belgique féminin de handball 1989-1990
Navigation
1988-1989 1990-1991
La saison 1989-1990 du championnat de Belgique féminin de handball est la 18e édition de la plus haute division belge de handball. 

## Participants
| Club                  | Classement 1988-1989 | Matricule | Localisation      | Entraîneur      | Salle                   | Capacité |
| --------------------- | -------------------- | --------- | ----------------- | --------------- | ----------------------- | -------- |
| Initia HC Hasselt     | 1er                  | ?         | Hasselt           | Jos Schouterden | ?                       | ?        |
| DHC Meeuwen           | 3e                   | ?         | Meeuwen-Gruitrode | ?               | ?                       | ?        |
| HCE Tongeren          | 2e/4e                | ?         | Tongres           | ?               | ?                       | ?        |
| KV Sasja HC Hoboken   | 2e/4e                | ?         | Anvers            | ?               | ?                       | ?        |
| Fémina Liège          | 7e                   | ?         | Flémalle          | ?               | ?                       | ?        |
| Avanti Femina Lebbeke | ?                    | ?         | Lebbeke           | ?               | ?                       | ?        |
| Olympia Heusden       | ?                    | ?         | Heusden-Zolder    | ?               | ?                       | ?        |
| Sporting Neerpelt     | ?                    | ?         | Neerpelt          | ?               | ?                       | ?        |
| Fémina Visé           | ?                    | ?         | Visé              | Eddy Bonten     | Hall Omnisports de Visé | 600      |

## Localisation
| \| Initia HC Hasselt HCE Tongeren Sporting Neerpelt KV Sasja HC Fémina Liège HV Arena Hechtel Fémina Visé DHC Meeuwen Avanti Lebbeke O.Heusden \| Localisation des clubs engagés dans le championnat |
| Initia HC Hasselt HCE Tongeren Sporting Neerpelt KV Sasja HC Fémina Liège HV Arena Hechtel Fémina Visé DHC Meeuwen Avanti Lebbeke O.Heusden                                                          |

Nombre d'équipes par Province
| # | Province                      | Nombre | Équipe(s)                                                                                          |
| - | ----------------------------- | ------ | -------------------------------------------------------------------------------------------------- |
| 1 | Province de Limbourg          | 6      | Initia HC Hasselt, Sporting Neerpelt, Olympia Heusden, DHC Meeuwen, HCE Tongeren, HV Arena Hechtel |
| 2 | Province de Liège             | 2      | Fémina Visé, Fémina Liège (anciennement ROC Flémalle)                                              |
| 3 | Province d'Anvers             | 1      | KV Sasja HC Hoboken                                                                                |
| 3 | Province de Flandre-Orientale | 1      | Avanti Fémina Lebbeke                                                                              |

## Compétition

### Organisation du championnat
La saison régulière est disputée par 10 équipes jouant chacune l'une contre l'autre à deux reprises selon le principe des phases aller et retour. Une victoire rapporte 2 points, une égalité, 1 point et, donc une défaite 0 point.
Après la saison régulière, les 4 équipes les mieux classées s'engagent dans les play-offs. Ceux-ci constituent une phase finale qui désignera le champion ainsi que les tickets européens.
Le premier affrontera le quatrième et le deuxième affrontera le troisième à l'issue de deux rencontres aller-retour. 
Contrairement à la saison précédente, il n'y aura pas de Play-downs, les deux dernières équipes sont donc directement reléguées en division 2.

### Saison régulière

#### Classement
|   | Équipe                | Pts | J  | G | N | P | Bp | Bc | Diff |
| - | --------------------- | --- | -- | - | - | - | -- | -- | ---- |
| 1 | Initia HC Hasselt     | ?   | 22 | ? | ? | ? | 0  | 0  |      |
| 2 | Sporting Neerpelt     | ?   | 22 | ? | ? | ? | 0  | 0  |      |
| 3 | Fémina Visé           | ?   | 22 | ? | ? | ? | 0  | 0  |      |
| 4 | DHC Meeuwen           | ?   | 22 | ? | ? | ? | 0  | 0  |      |
| ? | HCE Tongeren          | ?   | 22 | ? | ? | ? | 0  | 0  |      |
| ? | HV Arena Hechtel      | ?   | 22 | ? | ? | ? | 0  | 0  |      |
| ? | KV Sasja HC Hoboken   | ?   | 22 | ? | ? | ? | 0  | 0  |      |
| ? | Avanti Femina Lebbeke | ?   | 22 | ? | ? | ? | 0  | 0  |      |
| ? | Fémina Liège          | ?   | 22 | ? | ? | ? | 0  | 0  |      |
| ? | Olympia Heusden       | ?   | 22 | ? | ? | ? | 0  | 0  |      |

|                 | Qualification pour les Play-Offs  |
|                 | Play-Downs                        |
| (T)             | Tenant du titre                   |
| en augmentation | Promu de 1989                     |
| (C)             | Vainqueur de la Coupe de Belgique |

#### Matchs
| Résultats (dom.\ext.)                                      | IHA | AFL | TON | KVS   | OHE  | SNE   | MEE | FVI | AHE | FLI   |
| Initia HC Hasselt                                          |     | -   | -   | 26-11 | 20-9 | -     | -   | -   | -   | -     |
| Avanti Femina Lebbeke                                      | -   |     | -   | -     | -    | -     | -   | -   | -   | -     |
| HCE Tongeren                                               | -   | -   |     | -     | -    | -     | -   | -   | -   | -     |
| KV Sasja HC Hoboken                                        | -   | -   | -   |       | -    | -     | -   | -   | -   | -     |
| Olympia Heusden                                            | -   | -   | -   | -     |      | -     | -   | -   | -   | -     |
| Sporting Neerpelt                                          | -   | -   | -   | -     | -    |       | -   | -   | -   | -     |
| DHC Meeuwen                                                | -   | -   | -   | -     | -    | -     |     | -   | -   | 21-10 |
| Fémina Visé                                                | -   | -   | -   | -     | -    | 15-13 | -   |     | -   | -     |
| HV Arena Hechtel                                           | -   | -   | -   | -     | -    | -     | -   | -   |     | -     |
| Fémina Liège                                               | -   | -   | -   | -     | -    | -     | -   | -   | -   |       |
| - Victoire à domicile - Match nul - Victoire à l'extérieur |     |     |     |       |      |       |     |     |     |       |

### Play-offs

#### Demi-finales
| Date Aller    | Club              | Aller | Total | Retour | Club        | Date Retour   |
| ------------- | ----------------- | ----- | ----- | ------ | ----------- | ------------- |
| 21 avril 1990 | Initia HC Hasselt | 20-9  | ?-nc  | ?-?    | DHC Meeuwen | 22 avril 1990 |
| 21 avril 1990 | Sporting Neerpelt | 20-20 | ?-?   | ?-?    | Fémina Visé | 22 avril 1990 |

#### match pour la troisième place
| Date Aller    | Club        | Aller | Total | Retour | Club              | Date Retour   |
| ------------- | ----------- | ----- | ----- | ------ | ----------------- | ------------- |
| 28 avril 1990 | DHC Meeuwen | 20-9  | 31-26 | 11-17  | Sporting Neerpelt | 29 avril 1990 |

#### Finales
| Date Aller    | Club              | Aller | Total | Retour | Club        | Date Retour   |
| ------------- | ----------------- | ----- | ----- | ------ | ----------- | ------------- |
| 28 avril 1990 | Initia HC Hasselt | 19-7  | 43-18 | 24-11  | Fémina Visé | 29 avril 1990 |

## Classement final
| Rang | Équipe                    |
| ---- | ------------------------- |
| 1er  | Initia HC Hasselt (T) (C) |
| 2e   | Fémina Visé               |
| 3e   | DHC Meeuwen               |
| 4e   | Sporting Neerpelt *       |
| ?    | HCE Tongeren              |
| ?    | HV Arena Hechtel          |
| ?    | Avanti Femina Lebbeke     |
| ?    | Fémina Liège              |
| ?    | Olympia Heusden           |

|     | Champion de Belgique et qualifiés pour la Coupe des clubs champions |
|     | Qualifiés pour la Coupe IHF                                         |
|     | Qualification pour la Coupe des coupes                              |
|     | Relégués en division 2                                              |
| (T) | Tenant du titre                                                     |
| (C) | Vainqueur de la Coupe de Belgique                                   |

* le Sporting Neerpelt jouera en Coupe des vainqueurs de coupe, grâce à une finale atteinte en Coupe de Belgique face au Initia HC Hasselt, qualifié pour la Coupe des clubs champions grâce à son titre.

## Classement des buteurs
| #  | Joueur | Équipe | Buts |
| -- | ------ | ------ | ---- |
| 01 | ?      | ?      | ?    |
| 02 | ?      | ?      | ?    |
| 03 | ?      | ?      | ?    |
| 04 | ?      | ?      | ?    |
| 05 | ?      | ?      | ?    |
| 06 | ?      | ?      | ?    |
| 07 | ?      | ?      | ?    |
| 08 | ?      | ?      | ?    |
| 09 | ?      | ?      | ?    |
| 10 | ?      | ?      | ?    |

## Parcours en coupes d'Europe
| Club              | Compétition               | Tour d'entrée | Résultat            | Dernier adversaire    |
| Initia HC Hasselt | Coupe des clubs champions | 1er tour      | éliminé au 1er tour | ASPTT Metz            |
| Sporting Neerpelt | Coupe des coupes          | 1er tour      | éliminé au 1er tour | VfL Oldenburg         |
| DHC Meeuwen       | Coupe IHF                 | 1er tour      | éliminé en 1er tour | Stockholmspolisens IF |

## Bilan de la saison
| Tableau d'honneur de la saison 1989-1990 |                                                    |              |
| Compétition                              | Vainqueur                                          | Commentaire  |
| Championnat de Belgique                  | Initia HC Hasselt                                  | 4e titre     |
| Coupe de Belgique                        | Initia HC Hasselt                                  | 6e victoire  |
| Qualifications européennes               |                                                    |              |
| Compétition                              | Qualifiés                                          | Qualifiés    |
| Coupe des clubs champions                | Initia HC Hasselt                                  | Premier tour |
| Coupe des coupes                         | Sporting Neerpelt                                  | Premier tour |
| Coupe IHF                                | Fémina Visé                                        | Premier tour |
| Promotions et relégations                |                                                    |              |
| Promu en Division 1 (D1)                 | Aucun promu                                        | /            |
| Relégation en Division 2 (D2)            | Olympia Heusden Femina Liège Avanti Femina Lebbeke | ?            |